# ایسمارت شانکار
ایسمارت شانکار (به هندی: iSmart Shankar) یا شانکار زبل فیلمی محصول سال ۲۰۱۹ و به کارگردانی پوری جاگاناد است. در این فیلم بازیگرانی همچون رام پوتینینی، نبها ناتش، نیدی آگروال، ساتیاداو کانچارانا، پانت ایثار، اشیش ویدیارتی، سایاجی شینده و پوری جاگاناد ایفای نقش کرده‌اند.
این فیلم بر اساس فیلم مجرم ساخته شده‌است.